# José Ovejero
José Ovejero (Madrid, 12 de abril de 1958) es un escritor español.

## Biografía
Licenciado en Geografía e Historia, ha vivido la mayor parte del tiempo fuera de España. Tras una etapa inicial en Bonn, Alemania, se instaló en 1988 en Bruselas, aunque pasa temporadas en Madrid. De 1988 a 2001 trabajó como intérprete. Ha tocado todos los géneros: poesía, cuento, novela, ensayo, libro de viajes y teatro. Ha obtenido varios premios, entre ellos el Primavera 2005 por Las vidas ajenas.  
Es habitual colaborador en prensa y conferenciante frecuente en Estados Unidos y otros países. Ha dirigido talleres de escritura en diferentes universidades, como Carleton College y en la Universidad de Berkeley, y en instituciones culturales, como la Casa Biblioteca Concha Meléndez, en Puerto Rico. Ha editado la colección de relatos en audiolibro La España que te cuento y el Libro del descenso a los infiernos.
Su novela La invención del amor (traducida al inglés y publicada por Peter Owen Publishers bajo el título Inventing Love en 2017) ganó en marzo de 2013 el Premio Alfaguara, dotado con 130.000€ (fue presentada bajo el título de Triángulo imperfecto).
En 2015 publicó Los ángeles feroces, novela en la que "el final es en clímax". La idea de esta "distopía del presente", como la define, era "acabar en la máxima tensión, de dejar una sensación de intranquilidad en el lector y que este se imagine cómo sigue". Además, teniendo en mente el nuevo tipo de lector,  Ovejero escribió varios capítulos más y un final alternativo disponible en su web y en la de la editorial, bonus tracks, como los llama. "Al lector hay que tratarlo como alguien inteligente y le exijo un poquito de participación: mi libro no encaja en la literatura basura, esa que se consume sin atención".

## Obra
| Poesía - 1994 - Biografía del explorador - 2002 - El estado de la nación - 2012 - Nueva guía del Museo del Prado - 2018 - Mujer lenta (Premio Juan Gil-Albert 2018) Literatura de viajes - 1996 - Bruselas - 1998 - China para hipocondríacos Teatro - 2008 - Los políticos - 2008 - La plaga Cuento - 1996 - Cuentos para salvarnos todos - 2000 - Qué raros son los hombres - 2004 - Mujeres que viajan solas - 2008 - El príncipe es un sapo. Y viceversa - 2017 - Mundo extraño (Páginas de Espuma). Premio Setenil (2018). - 2022 - Mientras estamos muertos (Páginas de Espuma) | Novela - 1997 - Añoranza del héroe - 1999 - Huir de Palermo - 2003 - Un mal año para Miki - 2005 - Las vidas ajenas - 2007 - Nunca pasa nada - 2009 - La comedia salvaje - 2013 - La invención del amor (Premio Alfaguara 2013) - 2015 - Los ángeles feroces (Galaxia Gutenberg) - 2017 - La seducción (Galaxia Gutenberg) - 2019 - Insurrección (Galaxia Gutenberg) - 2021 - Humo (Galaxia Gutenberg) Ensayo - 2011 - Escritores delincuentes - 2012 - La ética de la crueldad (Premio Anagrama de Ensayo) |

## Premios y reconocimientos
- Premio Ciudad de Irún de Poesía 1993 por Biografía del explorador
- Premio Grandes Viajeros 1998 por China para hipocondríacos
- Premio Primavera de novela por Las vidas ajenas
- Premio Anagrama de Ensayo 2012 con La ética de la crueldad
- Premio Alfaguara de Novela 2013 por La invención del amor, sobre el poder del afecto para reinventarse en la vida.
- Premio Bento Spinoza de Ensayo 2014 por La ética de la crueldad, la crueldad como lo contrario a la falta de optimismo.
- Premio Setenil al mejor libro de cuentos por  Mundo extraño. El premio estuvo dotado con 10 000 euros.[6]
- Premio Dulce Chacón de Narrativa Española 2023 por Mientras estamos muertos.

| Predecesor: Pedro Ugarte | Premio Setenil 2018 | Sucesor: Elena Alonso Frayle |